# Petra Lobinger
Petra Lobinger (Weidenau, 24 januari 1967) is een atleet uit Duitsland.
Op de Olympische Zomerspelen van Atlanta in 1996 nam Lobinger deel aan het onderdeel hink-stap-sprong. Ze wist in de kwalificatieronde geen geldige sprong te maken.
In 1997 eindigde zij als tiende bij het hink-stap-springen tijdens de wereldkampioenschappen.
Lobinger was getrouwd met polstokhoogspringer Tim Lobinger.

## Persoonlijk record
| Onderdeel        | Resultaat | Jaar |
| ---------------- | --------- | ---- |
| verspringen      | 6,02 m    | 1996 |
| hink-stap-sprong | 14,31 m   | 1997 |

| Onderdeel        | Resultaat       | Jaar |
| ---------------- | --------------- | ---- |
| hink-stap-sprong | 14,36 m (ex-NR) | 1997 |

- World Athletics: 14278716